# 流行りん♥モンロー!
『That'sミーハーテイメント!! 流行りん♥モンロー!』（ザッツミーハーテイメント!! はやりんモンロー!）は、2012年4月23日から9月17日まで関西テレビで放送されていた日本のバラエティ番組。

## 概要
流行りモノを通して、日本の最先端の人・モノ・トレンド・文化を様々な角度から取材し、スタジオでの出演者や専門家の座談を繰り広げる「世の中の流行モノ文化・最先端がひと目で分かる女性のためのエンターテインメント番組」を目指す。前身番組『冒険チュートリアル』はロケーションが中心だったが、本番組はスタジオでの収録パートが中心となる。
番組タイトルはマリリン・モンローからきており、それを元にした｢モンローちゃん｣というマスコットキャラクターがいる。
キャッチコピーは「世の中の流行りモンを、キャッチせよ!」。
『冒険チュートリアル』に続きチュートリアルが司会を務めるが、彼らの冠番組扱いではなくなった。アシスタントを務めた当時AKB48の秋元才加は、在阪局制作番組では『ミュージャック』以来4年ぶりのレギュラーとなる。また姉妹グループ・NMB48（の選抜メンバー）とは初共演である。
収録は、隔週月曜日に関西テレビ本社内のなんでもアリーナで行われたため、番組観覧は18歳以上（高校生不可）の女性限定だった。また2本録りのため、基本的にゲストは2週連続で出演していた。
2012年9月17日放送分を以って終了。最終回の放送では、終了告知や出演者による番組終了の挨拶は一切なかった。後番組はフットボールアワー、渡辺直美出演の『頭脳回転ずしQ兵衛』。

## 出演者

### 司会
- チュートリアル（徳井義実・福田充徳）

### アシスタント
- 秋元才加（当時：AKB48）

### パネラー
- 磯野貴理子
- 友近

### 準レギュラー
- 柴田理恵
- 鈴木紗理奈
- 千鳥（ノブ・大悟、「流行りん♥商10街」リポーター）
- アンガールズ（田中卓志・山根良顕、「そうだ!ご当地へ行こう。」リポーター）
- シャンプーハット（小出水・てつじ、「流行りんヒストリー」リポーター）
- たむらけんじ（「流行りんグルメサイト たむログ」リポーター）

### NMB48レギュラーパネラー
交替で2名が出演。
- 小笠原茉由
- 岸野里香
- 木下春奈

### 流行りん♥マイスター
交替で5名が流行りモンを紹介。なお、VTRでは8名の顔写真が表示されている。
- シルク （美容番長）
- 門上武司（『あまから手帖』編集顧問）
- 小林孝延（『ESSE』編集長）
- 小椋ケンイチ（メイクアップアーティスト）
- 薬師寺雅文（阪急百貨店バイヤー）
- 鴻池兼三（家電研究家）
- 金山友香（『関西ウォーカー』編集担当）
- 岡安譲[注釈 1]（関西テレビアナウンサー）
- M三郎（カリスマ「ランチ」ブロガー）
- 清水智宏（ぴあ関西版WEB編集長）
- 水嶋領子（『SAVVY』編集長）

### 流行りん♥モニター・流行りん♥リポーター
流行りん♥モニターは、VTRでは「○○市（都道府県の場合もあり）在住の○○さん（「○○さん」は芸人の本名の場合もある）」と紹介されることがあった。
- 月亭八光一家[注釈 2]
- 末成由美
- 未知やすえ
- トミーズ健（トミーズ）
- 矢野勝也（矢野・兵動）一家
- 浅香あき恵
- 田村裕（麒麟）
- 津田篤宏（ダイアン）
- 島田珠代
- FUJIWARA
- ボビー・オロゴン親子
- サバンナ
- 平澤宏々路
- パンクブーブー
- ワッキー（ペナルティ）

## 企画

### 番組終了時の企画

#### 毎回ある企画
もっと知りたい!流行りん♥5（第1 - 8回）→もっと知りたい?流行りん♥チェック（第9回 -）
今話題となっている流行りモンをトレンドに詳しい「流行りん♥マイスター」が5つ（「もっと知りたい?流行りん♥チェック」は4～5つ）ピックアップ。流行りモンを実際に試したり体感する「流行りん♥モニター」「流行りん♥リポーター」が出演。VTR中、流行りモンの注目ポイントを紹介する「モンローチェック」やスタジオ出演者への「突然クイズ」が随時挿入される。また岡安譲がスイーツを紹介する際、VTR中、スイーツよりも試食する岡安の口元や目元のアップが多く、最後にパティシエと固い握手を交わすのがお約束となっている。7月以降はテーマに基づく流行りモンを紹介するスペシャル企画としての放送となり、流行りん♥マイスターは登場しない。ただし第14回放送の「本当は教えたくなかったグルメ対決SP」では、門上武司・M三郎・岡安譲・松本由紀子（スイーツコーディネーター）がVTR出演。
スター流行りん♥ランキン
有名芸能人の「流行りモンベスト3」を紹介し、1位の商品は抽選で視聴者にプレゼントされる。商品の代金は秋元とNMB48を除くスタジオ出演者の中から、NMB48がルーレットで決定する1名が自腹で負担しなければならない。自腹負担する人にはNMB48から請求書が手渡される。ルーレットのマス目の都合上、チュートリアルともう1名（主に準レギュラー出演者）が1マス多くなっている。第7回以降はコーナー休止の場合がある。

#### 週替わり企画
流行りん♥商10（テン）街（- 第11回）→流行りん♥商店街（第13回 -）
関西一円にある商店街を千鳥が訪れ、独断と偏見でその商店街の流行りモンを10個（「流行りん♥商店街」では5個前後）見つける。ただし、流行りモンの一部は静止画で紹介しているため、スタジオ出演者からはクレームが殺到している。
そうだ!ご当地へ行こう。
全国各地で局地的に流行っているご当地の流行りモンをアンガールズが探しに行く。VTRの最初では訪れた都道府県のゆるキャラが登場しご当地目録が書かれた巻物を広げる。またロケ中にその都道府県の住みます芸人が登場する。VTR中、田中のリアクション（「これなんなに!?」など）にはニコニコ動画風のテロップが背景で流れている。
流行りんヒストリー
今話題の流行りモンが誕生するまでの秘訣をはじめ、社長やそれに関わった開発担当者の苦労などを、シャンプーハットの会社訪問や再現VTRで紹介する。
流行りんグルメサイト たむログ
地元の住民だからこそ知っている行列ができる店や売り切れ続出の店をたむらけんじが訪れる。たむらが「たむカメラ」で店内を撮影し、「たむけんチェック」として気になるポイントをチェックする。店主に流行りモンになる秘訣を聞き、お店に貼ってもらうようたむログのステッカーを贈呈。最後にたむらがお店の評価を最高5つ星で判定。コーナータイトルのロゴは食べログをもじったものになっている。視聴者からお店情報を募集しており、抽選で番組特製クオカードが贈られる。

## 放送リスト
| 回 | 放送日  | 放送内容 | ゲスト                 |
| -- | ------- | --- | ---------------------- |
| 01 | 4月23日 | 流行りん♥5（京都水族館、塩麹レストラン、拭き掃除ロボット「ミント」、新感覚いちご大福、かっさマッサージ） 流行りん♥商10街（駒川商店街） スター流行りん♥ランキン（優香、自腹：徳井義実） | 田山涼成               |
| 02 | 4月30日 | 流行りん♥5（レンジでチンするから揚げ粉、日本初の女性専門自転車店、ネオ和菓子、新発想ジャー「タクック」、ふさ眉ブーム） そうだ!ご当地へ行こう。（広島県、ゆるキャラ：ひろしま清盛、住みます芸人：フリータイム） スター流行りん♥ランキン（吉田栄作、自腹：徳井義実）                                                                                          | 田山涼成               |
| 03 | 5月07日 | 流行りん♥5（エプロンドレス、グリルピザプレート、スコ調味料、ピッコロカンパーナ、天才少年ピアニスト・牛田智大） 流行りんヒストリー（エースコック JANJAN焼そば） スター流行りん♥ランキン（石原さとみ、自腹：円広志） | 円広志                 |
| 04 | 5月14日 | 流行りん♥5（韓流カフェ、スイーツ感覚で選べるオーダーメイド枕、お肉マジックシリーズ、たっぷり苺のパンケーキ、マスターストレッチ） 流行りんグルメサイト たむログ（大阪市北区：八尾蒲鉾店、さくら堂、たこ茶屋） スター流行りん♥ランキン（ナオト・インティライミ、自腹：徳井義実）                                                                              | 円広志                 |
| 05 | 5月21日 | 流行りん♥商10街（九条商店街） 流行りん♥5（ミシン女子、えび塩ラーメン、ジュレの戦国時代、ヘッドスパ、マラサダドーナツ） スター流行りん♥ランキン（田中圭、自腹：友近） | クリス松村             |
| 06 | 5月28日 | そうだ!ご当地へ行こう。（熊本県、ゆるキャラ：くまモン、住みます芸人：もっこすファイヤー） 流行りん♥5（カネテツデリカフーズ てっちゃん工房、ズボラ飯、和菓子バー、ドアモニ、おからレストラン） スター流行りん♥ランキン（平子理沙、自腹：徳井義実） | クリス松村             |
| 07 | 6月04日 | 流行りんグルメサイト たむログ（大阪市福島区：カツとソテー とだ、パティスリー イリス、串かつ場ぁ 聖天堂） 流行りん♥5（街バル、ろっ骨エクササイズ、絵本「地獄」、スマートペット、カップケーキブーム） | 高田延彦               |
| 08 | 6月11日 | 流行りんヒストリー（東亞合成 アロンアルフア） 流行りん♥5（ミニデコケーキ、1日1食で20歳若返る南雲式健康法、炭焼き炙り肉重、ツタンカーメン展、卵調理器具 OVO） スター流行りん♥ランキン（松平健、自腹：高田延彦） | 高田延彦               |
| 09 | 6月18日 | 流行りん♥商10街（布施の商店街） 流行りん♥チェック（ぎん言、汁ビーフン&ちまき、変わるブラ、究極の食パン「極」） | クリス松村             |
| 10 | 6月25日 | そうだ!ご当地へ行こう。（京都府、ゆるキャラ：たわわちゃん、住みます芸人：タナからイケダ） 流行りん♥チェック（ココロボ、江戸堀プリン、イルミネーションダンス、屋内型都市農園、ビワサーモン） スター流行りん♥ランキン（川越達也、自腹：福田充徳） | クリス松村             |
| 11 | 7月09日 | 流行りん♥チェック 美のカリスマSP（ドSストレッチ、エアなわとび、新エイジレスメイク） 流行りん♥商10街（王子商店街） スター流行りん♥ランキン（武田真治、自腹：千鳥） | 千原せいじ（千原兄弟） |
| 12 | 8月06日 | 流行りん♥チェック テーマパーク最新アトラクションSP（東京ディズニーシー、ユニバーサル・スタジオ・ジャパン、ハウステンボス） 流行りんグルメサイト たむログ（大阪市中央区：きのこの里、チーズケーキ工房 Sun de Moon、創作洋食dining 蓮.） | なし                   |
| 13 | 8月20日 | 流行りん♥チェック（天才ちびっ子SP、天才料理少女・こごまちゃん、天才プロレス少年・ミスター6号、天才マジシャン少年・あきと） 流行りんグルメサイト たむログ（大阪市西区：豚肉料理専門店 豚公司 堀江、餅匠しづく 新町店、ラヴィリンス） スター流行りん♥ランキン（鈴木砂羽、自腹：柴田理恵）                                                                     | 千原せいじ（千原兄弟） |
| 14 | 9月03日 | 流行りん♥チェック（心を自在に操るメンタリスト DaiGo SP） 流行りん♥商店街（鶴見橋商店街） スター流行りん♥ランキン（広末涼子、自腹：友近） | なし                   |
| 15 | 9月10日 | 流行りん♥チェック（本当は教えたくなかったグルメ対決SP、侘家古暦堂 ダイニングメゾン店〔石鍋親子丼〕 6 vs 3 大和〔海老天丼〕、エンジェルビー〔エンジェルアップルパイ〕 3 vs 6 パティスリー ルシェルシェ〔ピエス〕） そうだ!ご当地へ行こう。（奈良県、ゆるキャラ：せんとくん、住みます芸人：アルドルフ） スター流行りん♥ランキン（髙嶋政宏、自腹：クリス松村） | クリス松村             |
| 16 | 9月17日 | 南雲式健康法SP 流行りんヒストリー（コクヨ キャンパスノート） スター流行りん♥ランキン（一青窈、自腹：クリス松村） | クリス松村             |

## ネット局
| 放送対象地域 | 放送局                    | 系列           | 放送日時                     | 放送開始日    | 遅れ       |
| ------------ | ------------------------- | -------------- | ---------------------------- | ------------- | ---------- |
| 近畿広域圏   | 関西テレビ（KTV）         | フジテレビ系列 | 月曜 19:00 - 19:55           | 2012年4月23日 | 制作局     |
| 北海道       | 北海道文化放送（uhb）     | フジテレビ系列 | 木曜 1:05 - 2:00（水曜深夜） | 2012年5月10日 | 遅れネット |
| 新潟県       | 新潟総合テレビ（NST）     | フジテレビ系列 | 金曜 15:00 - 15:55           | 2012年5月4日  | 遅れネット |
| 長野県       | 長野放送（NBS）           | フジテレビ系列 | 土曜 1:05 - 2:05（金曜深夜） | 2012年5月4日  | 遅れネット |
| 高知県       | 高知さんさんテレビ（KSS） | フジテレビ系列 | 土曜 15:00 - 15:55           | 2012年5月5日  | 遅れネット |
| 愛媛県       | テレビ愛媛（EBC）         | フジテレビ系列 | 土曜 1:10 - 2:10（金曜深夜） | 2012年5月12日 | 遅れネット |
| 福岡県       | テレビ西日本（TNC）       | フジテレビ系列 | 火曜 1:15 - 2:10（月曜深夜） | 2012年5月1日  | 遅れネット |

過去のネット局
| 放送対象地域 | 放送局            | 系列           | 放送日時           | 放送開始日    | 放送終了日    | 遅れ       |
| ------------ | ----------------- | -------------- | ------------------ | ------------- | ------------- | ---------- |
| 石川県       | 石川テレビ（ITC） | フジテレビ系列 | 日曜 12:00 - 12:56 | 2012年5月13日 | 2012年7月29日 | 遅れネット |

## スタッフ
- ナレーション：柳森万里、辻井健吾
- 構成：佐久間貴司、根宜利彰、野口勉、純子ポッキー
- ブレーン：小松照昌、藤木汐見、永岑広憲、鈴木一史、式部阿礼、溝上清加
- TD：西村武純
- カメラ：日浅宏一
- VE：松井勝正
- 照明：大石竜也
- 音声：井田憲吾
- 編集：岩佐周悟
- 美術プロデューサー：山本映子
- デザイン：山本直人
- 美術進行：西口英希
- 大道具：内海徹哉
- 小道具：堂庭陽子
- 装飾：増本正嘉
- マルチ：中井高浩
- メイク：パウダー
- 効果：篠田竜作
- タイトル：小山萌
- タイトルロゴ：山本ゾンビ
- CG：谷信之（インフォルメ）
- 技術協力：ウエストワン、大阪共立、テレコープ、ビデオユニテ、トラッド、リベンジ
- 編成：東田元
- 宣伝：宮内覚
- AP：丸谷亜由美
- 演出：川元敦雄
- ディレクター：大竹一輝、池田和彦、若松雅也、西原久進、加藤俊介、中西常之、辻本賀一、谷口仁則、杉浦圭太、四宮孝史、秀島光樹、友岡伸介、田中悠司、藤内義宣
- プロデューサー：川元敦雄、坂口大輔（よしもとクリエイティブ・エージェンシー）
- チーフプロデューサー：水戸徹
- 制作協力：吉本興業
- 制作著作：関西テレビ

## エンディングテーマ
- YU-A「I WANT YOU」（よしもとアール・アンド・シー、2012年4月23日 - 2012年6月25日）
- nacil「うつぐみ」（よしもとアール・アンド・シー、2012年7月9日 - 2012年9月17日）